# National Progressive Party (Sambia)
National Progressive Party (deutsch Nationale Fortschrittspartei, Kürzel NPP) war eine politische Partei im ehemaligen Nordrhodesien, dem heutigen Sambia. Sie bestand von 1963 bis 1966.

## Entwicklung
Die National Progressive Party war eine Partei der weißen Minderheit in Nordrhodesien. Es gab keine Mitglieder anderer Ethnien. Ihr Vorsitzender war Hugh Stanley (?), der 1958/59 Bürgermeister von Kitwe gewesen war. In der Wahl in Sambia 1964 gewann sie alle für Weiße reservierten Sitze im sambischen Legislativrat (Legislative Council), der am 14. Dezember 1964, also zwei Monate nach Erlangung der Unabhängigkeit als Republik Sambia in Nationalversammlung Sambias umbenannt wurde. Zu der Wahl in Sambia 1968 trat die NPP nicht mehr an.